# Peugeot 108

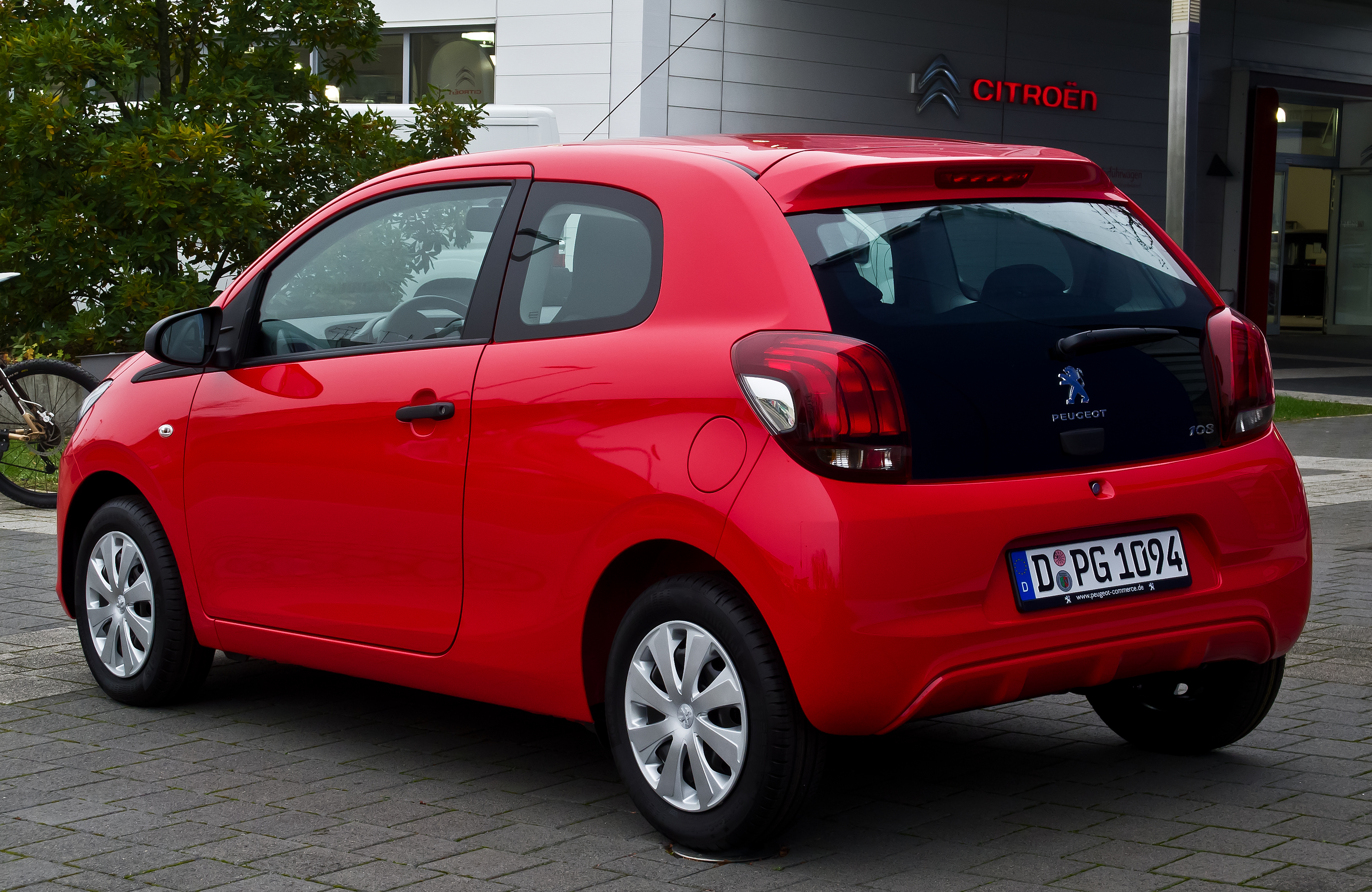
Peugeot 108 VTi 68 Acces

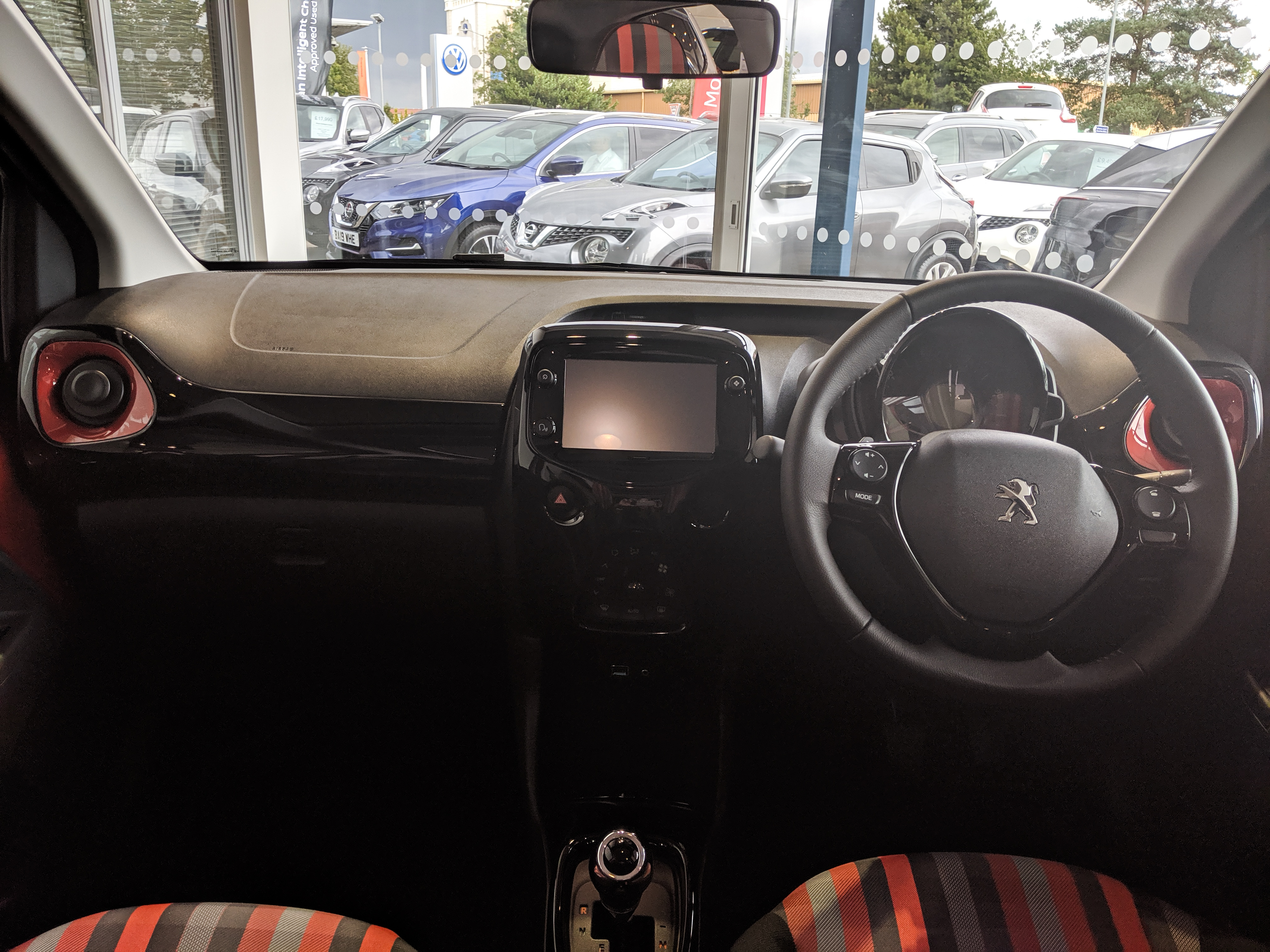

Peugeot 108 («Пежо 108») — мікролітражний міський автомобіль з трьох-і п'ятидверним кузовом хетчбек, що дебютує на автосалоні в Женеві в березні 2014 року і прийде на заміну Peugeot 107.
Автомобіль збудований на платформі, спільно розробленій компаніями PSA Peugeot Citroën та Toyota, поряд з Citroën C1 другого покоління та Toyota Aygo другого покоління.
І комплектується двома трициліндровими двигунами 1.0 л (68 к.с.) і 1.2 л Puretech потужністю 82 к.с.

### Двигуни
- 1.0 L 1KR-FE I3 (KGB40)
- 1.2 L PSA EB2DT I3 (PAB40)

## Продажі
| рік  | Європа |
| ---- | ------ |
| 2014 | 31,087 |
| 2015 | 68,522 |
| 2016 | 63,561 |
| 2017 | 55,831 |
| 2018 | 57,257 |
| 2019 | 54,230 |